# وست وود (یوتا)
وست وود (به انگلیسی: West Wood) یک منطقهٔ مسکونی در ایالات متحده آمریکا است که در یوتا واقع شده‌است. وست وود ۲٫۷ کیلومتر مربع مساحت و ۸۴۴ نفر جمعیت دارد و ۱٬۷۱۲٫۰۸ متر بالاتر از سطح دریا واقع شده‌است.